# Bollezeele
Bollezeele település Franciaországban, Nord megyében. Lakosainak száma 1425 fő (2022. január 1.). Bollezeele Eringhem, Volckerinckhove, Zegerscappel, Arnèke, Merckeghem, Rubrouck és Broxeele községekkel határos.

## Népesség
A település népességének változása:
| Lakosok száma | 1428 | 1443 | 1466 | 1435 | 1430 | 1424 | 1424 | 1423 | 1425 |
|               | 2013 | 2015 | 2016 | 2017 | 2018 | 2019 | 2020 | 2021 | 2022 |